# Collegio di Camberwell and Peckham
Camberwell and Peckham è stato un collegio elettorale situato nella Grande Londra, e rappresentato alla Camera dei comuni del Parlamento del Regno Unito. Eleggeva un membro del parlamento con il sistema first-past-the-post, ossia maggioritario a turno unico; il collegio è stato abolito in occasione della revisione periodica del 2024.

## Estensione
- 1997–2010: i ward del borgo londinese di Southwark di Barset, Brunswick, Consort, Faraday, Friary, Liddle, St Giles, The Lane e Waverley.
- 2010-2024: i ward del borgo londinese di Southwark di Brunswick Park, Camberwell Green, Faraday, Livesey, Nunhead, Peckham, Peckham Rye, South Camberwell e The Lane.

Il collegio comprendeva le aree di Camberwell, Peckham e Nunhead nel borgo londinese di Southwark, insieme a parti dei quartieri di Walworth, East Dulwich, South Bermondsey e Rotherhithe.

## Membri del parlamento
| Elezione | Elezione | Deputato         | Partito          |
| -------- | -------- | ---------------- | ---------------- |
|          | 1997     | Harriet Harman   | Laburista        |
|          | 2024     | Collegio abolito | Collegio abolito |

## Elezioni

### Elezioni negli anni 2010
| Partito                    | Partito                                | Candidato                  | Risultati 12 dicembre 2019 | Risultati 12 dicembre 2019 |
| Partito                    | Partito                                | Candidato                  | Voti                       | %                          |
| -------------------------- | -------------------------------------- | -------------------------- | -------------------------- | -------------------------- |
|                            | Laburista                              | Harriet Harman             | 40 258                     | 71,26                      |
|                            | Conservatore                           | Peter Quentin              | 6 478                      | 11,47                      |
|                            | Lib Dem                                | Julia Ogiehor              | 5 087                      | 9,00                       |
|                            | Verdi                                  | Claire Sheppard            | 3 501                      | 6,20                       |
|                            | Brexit                                 | Cass Cass-Horne            | 1 041                      | 1,84                       |
|                            | Rivoluzionario dei Lavoratori          | Joshua Ogunleye            | 127                        | 0,22                       |
|                            |                                        |                            |                            |                            |
| Iscritti                   | Iscritti                               | Iscritti                   | 88 971                     | 100,00                     |
| ↳ Votanti (% su iscritti)  | ↳ Votanti (% su iscritti)              | ↳ Votanti (% su iscritti)  | 56 492                     | 63,49                      |
| ↳ Astenuti (% su iscritti) | ↳ Astenuti (% su iscritti)             | ↳ Astenuti (% su iscritti) | 32 479                     | 36,51                      |
|                            |                                        |                            |                            |                            |
|                            | Esito: collegio confermato a Laburista |                            |                            |                            |

| Partito                    | Partito                                | Candidato                  | Risultati 8 giugno 2017 | Risultati 8 giugno 2017 |
| Partito                    | Partito                                | Candidato                  | Voti                    | %                       |
| -------------------------- | -------------------------------------- | -------------------------- | ----------------------- | ----------------------- |
|                            | Laburista                              | Harriet Harman             | 44 665                  | 77,80                   |
|                            | Conservatore                           | Ben Spencer                | 7 349                   | 12,80                   |
|                            | Lib Dem                                | Michael Bukola             | 3 413                   | 5,94                    |
|                            | Verdi                                  | Eleanor Margolies          | 1 627                   | 2,83                    |
|                            | Popoli Cristiani                       | Ray Towey                  | 227                     | 0,40                    |
|                            | Rivoluzionario dei Lavoratori          | Sellu Aminata              | 131                     | 0,23                    |
|                            |                                        |                            |                         |                         |
| Iscritti                   | Iscritti                               | Iscritti                   | 85 613                  | 100,00                  |
| ↳ Votanti (% su iscritti)  | ↳ Votanti (% su iscritti)              | ↳ Votanti (% su iscritti)  | 57 412                  | 67,06                   |
| ↳ Astenuti (% su iscritti) | ↳ Astenuti (% su iscritti)             | ↳ Astenuti (% su iscritti) | 28 201                  | 32,94                   |
|                            |                                        |                            |                         |                         |
|                            | Esito: collegio confermato a Laburista |                            |                         |                         |

| Partito                    | Partito                                | Candidato                  | Risultati 7 maggio 2015 | Risultati 7 maggio 2015 |
| Partito                    | Partito                                | Candidato                  | Voti                    | %                       |
| -------------------------- | -------------------------------------- | -------------------------- | ----------------------- | ----------------------- |
|                            | Laburista                              | Harriet Harman             | 32 614                  | 63,25                   |
|                            | Conservatore                           | Naomi Newstead             | 6 790                   | 13,17                   |
|                            | Verdi                                  | Amelia Womack              | 5 187                   | 10,06                   |
|                            | Lib Dem                                | Yahaya Kiyingi             | 2 580                   | 5,00                    |
|                            | UKIP                                   | David Kurten               | 2 413                   | 4,68                    |
|                            | All People's Party                     | Prem Goyal                 | 829                     | 1,61                    |
|                            | National Health Action                 | Rebecca Fox                | 466                     | 0,90                    |
|                            | TUSC                                   | Nick Wrack                 | 292                     | 0,57                    |
|                            | CISTA                                  | Alex Robertson             | 197                     | 0,38                    |
|                            | Rivoluzionario dei Lavoratori          | Joshua Ogunleye            | 107                     | 0,21                    |
|                            | Whig                                   | Felicity Anscomb           | 86                      | 0,17                    |
|                            |                                        |                            |                         |                         |
| Iscritti                   | Iscritti                               | Iscritti                   | 82 746                  | 100,00                  |
| ↳ Votanti (% su iscritti)  | ↳ Votanti (% su iscritti)              | ↳ Votanti (% su iscritti)  | 51 561                  | 62,31                   |
| ↳ Astenuti (% su iscritti) | ↳ Astenuti (% su iscritti)             | ↳ Astenuti (% su iscritti) | 31 185                  | 37,69                   |
|                            |                                        |                            |                         |                         |
|                            | Esito: collegio confermato a Laburista |                            |                         |                         |

| Partito                    | Partito                                | Candidato                  | Risultati 6 maggio 2010 | Risultati 6 maggio 2010 |
| Partito                    | Partito                                | Candidato                  | Voti                    | %                       |
| -------------------------- | -------------------------------------- | -------------------------- | ----------------------- | ----------------------- |
|                            | Laburista                              | Harriet Harman             | 27 619                  | 59,19                   |
|                            | Lib Dem                                | Columba Blango             | 10 432                  | 22,36                   |
|                            | Conservatore                           | Andrew Stranack            | 6 080                   | 13,03                   |
|                            | Verdi                                  | Jenny Jones                | 1 361                   | 2,92                    |
|                            | Democratici                            | Yohara Munilla             | 435                     | 0,93                    |
|                            | Rivoluzionario dei Lavoratori          | Joshua Ogunleye            | 211                     | 0,45                    |
|                            | Laburista Socialista                   | Margaret M. Sharkey        | 184                     | 0,39                    |
|                            | Indipendente                           | Decima Francis             | 93                      | 0,20                    |
|                            | Indipendente                           | Steven Robbins             | 87                      | 0,19                    |
|                            | Indipendente                           | Patricia Knox              | 82                      | 0,18                    |
|                            | Workers' Liberty                       | Jill Mountford             | 75                      | 0,16                    |
|                            |                                        |                            |                         |                         |
| Iscritti                   | Iscritti                               | Iscritti                   | 78 627                  | 100,00                  |
| ↳ Votanti (% su iscritti)  | ↳ Votanti (% su iscritti)              | ↳ Votanti (% su iscritti)  | 46 659                  | 59,34                   |
| ↳ Astenuti (% su iscritti) | ↳ Astenuti (% su iscritti)             | ↳ Astenuti (% su iscritti) | 31 968                  | 40,66                   |
|                            |                                        |                            |                         |                         |
|                            | Esito: collegio confermato a Laburista |                            |                         |                         |

### Elezioni negli anni 2000
| Partito                    | Partito                                | Candidato                  | Risultati 5 maggio 2005 | Risultati 5 maggio 2005 |
| Partito                    | Partito                                | Candidato                  | Voti                    | %                       |
| -------------------------- | -------------------------------------- | -------------------------- | ----------------------- | ----------------------- |
|                            | Laburista                              | Harriet Harman             | 18 933                  | 65,31                   |
|                            | Lib Dem                                | Richard J. Porter          | 5 450                   | 18,80                   |
|                            | Conservatore                           | Jessica Lee                | 2 841                   | 9,80                    |
|                            | Verdi                                  | Paul M. Ingram             | 1 172                   | 4,04                    |
|                            | UKIP                                   | Derek Penhallow            | 350                     | 1,21                    |
|                            | Laburista Socialista                   | Margaret M. Sharkey        | 132                     | 0,46                    |
|                            | Rivoluzionario dei Lavoratori          | Sanjay M. Kulkarni         | 113                     | 0,39                    |
|                            |                                        |                            |                         |                         |
| Iscritti                   | Iscritti                               | Iscritti                   | 57 079                  | 100,00                  |
| ↳ Votanti (% su iscritti)  | ↳ Votanti (% su iscritti)              | ↳ Votanti (% su iscritti)  | 28 991                  | 50,79                   |
| ↳ Astenuti (% su iscritti) | ↳ Astenuti (% su iscritti)             | ↳ Astenuti (% su iscritti) | 28 088                  | 49,21                   |
|                            |                                        |                            |                         |                         |
|                            | Esito: collegio confermato a Laburista |                            |                         |                         |

| Partito                    | Partito                                | Candidato                  | Risultati 7 giugno 2001 | Risultati 7 giugno 2001 |
| Partito                    | Partito                                | Candidato                  | Voti                    | %                       |
| -------------------------- | -------------------------------------- | -------------------------- | ----------------------- | ----------------------- |
|                            | Laburista                              | Harriet Harman             | 17 473                  | 69,60                   |
|                            | Lib Dem                                | Donnachadh McCarthy        | 3 350                   | 13,34                   |
|                            | Conservatore                           | Jonathan Morgan            | 2 740                   | 10,91                   |
|                            | Verdi                                  | Störm Poorun               | 805                     | 3,21                    |
|                            | Alleanza Socialista                    | John Mulrenan              | 478                     | 1,90                    |
|                            | Laburista Socialista                   | Robert Adams               | 188                     | 0,75                    |
|                            | Rivoluzionario dei Lavoratori          | Frank Sweeney              | 70                      | 0,28                    |
|                            |                                        |                            |                         |                         |
| Iscritti                   | Iscritti                               | Iscritti                   | 53 687                  | 100,00                  |
| ↳ Votanti (% su iscritti)  | ↳ Votanti (% su iscritti)              | ↳ Votanti (% su iscritti)  | 25 104                  | 46,76                   |
| ↳ Astenuti (% su iscritti) | ↳ Astenuti (% su iscritti)             | ↳ Astenuti (% su iscritti) | 28 583                  | 53,24                   |
|                            |                                        |                            |                         |                         |
|                            | Esito: collegio confermato a Laburista |                            |                         |                         |

## Risultati dei referendum

### Referendum sulla permanenza del Regno Unito nell'Unione europea del 2016
|             | Collegio               | Lasciare UE % | Rimanere in UE % |
| ----------- | ---------------------- | ------------- | ---------------- |
|             | Camberwell and Peckham | 30,1%         | 69,9%            |
|             | Inghilterra            | 53,3%         | 46,7%            |
| Regno Unito | 51,9%                  | 48,1%         |                  |